# Grand Prix Sven Nys
Le Grand Prix Sven Nys est une course de cyclo-cross organisée à Baal, en Belgique. L'épreuve a été créée en 2000 en l'honneur de Sven Nys, cyclo-crossman local et vainqueur à douze reprises. La course est inscrite au Trophée Gazet van Antwerpen, compétition devenue Trophée Banque Bpost à partir de 2012-2013, puis Trophée des AP Assurances en 2016-2017 et X²O Badkamers Trofee en 2020-2021.

## Palmarès

### Hommes élites
| Année | Vainqueur            | Deuxième               | Troisième              |
| ----- | -------------------- | ---------------------- | ---------------------- |
| 2000  | Sven Nys             | Richard Groenendaal    | Adrie van der Poel     |
| 2001  | Sven Nys             | Mario De Clercq        | Peter Van Santvliet    |
| 2002  | Mario De Clercq      | Sven Nys               | Ben Berden             |
| 2003  | Sven Nys             | Mario De Clercq        | Ben Berden             |
| 2004  | Sven Nys             | Ben Berden             | Tom Vannoppen          |
| 2005  | Sven Nys             | Bart Wellens           | Sven Vanthourenhout    |
| 2006  | Lars Boom            | Sven Nys               | Niels Albert           |
| 2007  | Sven Nys             | Lars Boom              | Niels Albert           |
| 2008  | Sven Nys             | Lars Boom              | Zdeněk Štybar          |
| 2009  | Sven Nys             | Zdeněk Štybar          | Niels Albert           |
| 2010  | Sven Nys             | Zdeněk Štybar          | Niels Albert           |
| 2011  | Sven Nys             | Zdeněk Štybar          | Niels Albert           |
| 2012  | Sven Nys             | Kevin Pauwels          | Bart Wellens           |
| 2013  | Kevin Pauwels        | Zdeněk Štybar          | Niels Albert           |
| 2014  | Sven Nys             | Zdeněk Štybar          | Niels Albert           |
| 2015  | Wout van Aert        | Lars van der Haar      | Kevin Pauwels          |
| 2016  | Wout van Aert        | Sven Nys               | Toon Aerts             |
| 2017  | Toon Aerts           | Wout van Aert          | Michael Vanthourenhout |
| 2018  | Mathieu van der Poel | Wout van Aert          | Corné van Kessel       |
| 2019  | Mathieu van der Poel | Toon Aerts             | Laurens Sweeck         |
| 2020  | Mathieu van der Poel | Eli Iserbyt            | Tom Pidcock            |
| 2021  | Mathieu van der Poel | Wout van Aert          | Tom Pidcock            |
| 2022  | Wout van Aert        | Tom Pidcock            | Eli Iserbyt            |
| 2023  | Eli Iserbyt          | Michael Vanthourenhout | Tom Pidcock            |
| 2024  | Mathieu van der Poel | Wout van Aert          | Pim Ronhaar            |
| 2025  | Eli Iserbyt          | Pim Ronhaar            | Emiel Verstrynge       |

### Femmes élites
| Année | Vainqueur            | Deuxième        | Troisième       |
| ----- | -------------------- | --------------- | --------------- |
| 2012  | Daphny van den Brand | Sanne Cant      | Nikki Harris    |
| 2013  | Kateřina Nash        | Nikki Harris    | Sanne Cant      |
| 2014  | Katherine Compton    | Marianne Vos    | Nikki Harris    |
| 2015  | Kateřina Nash        | Sanne Cant      | Ellen Van Loy   |
| 2016  | Sanne Cant           | Ellen Van Loy   | Helen Wyman     |
| 2017  | Marianne Vos         | Ellen Van Loy   | Thalita de Jong |
| 2018  | Katherine Compton    | Annemarie Worst | Maud Kaptheijns |
| 2019  | Jolanda Neff         | Sanne Cant      | Nikki Brammeier |
| 2020  | Ceylin Alvarado      | Lucinda Brand   | Annemarie Worst |
| 2021  | Ceylin Alvarado      | Lucinda Brand   | Denise Betsema  |
| 2022  | Lucinda Brand        | Ceylin Alvarado | Denise Betsema  |
| 2023  | Fem van Empel        | Lucinda Brand   | Ceylin Alvarado |
| 2024  | Fem van Empel        | Lucinda Brand   | Ava Holmgren    |
| 2025  | Fem van Empel        | Lucinda Brand   | Puck Pieterse   |

### Hommes espoirs
| Année | Vainqueur           | Deuxième              | Troisième              |
| ----- | ------------------- | --------------------- | ---------------------- |
| 2003  | Václav Ježek        | Tim Van Nuffel        | Wim Jacobs             |
| 2004  | Bart Aernouts       | Radomír Šimůnek jr.   | Kevin Pauwels          |
| 2005  | Jan Soetens         | Radomír Šimůnek jr.   | Kevin Pauwels          |
| 2006  | non-disputé         | non-disputé           | non-disputé            |
| 2007  | Rob Peeters         | Dieter Vanthourenhout | Kenny Geluykens        |
| 2008  | Tom Meeusen         | Boy van Poppel        | Stijn Huys             |
| 2009  | Philipp Walsleben   | Vincent Baestaens     | Lubomír Petruš         |
| 2010  | Tom Meeusen         | Joeri Adams           | Jan Denuwelaere        |
| 2011  | Wietse Bosmans      | Joeri Adams           | Vinnie Braet           |
| 2012  | Lars van der Haar   | Mike Teunissen        | Corné van Kessel       |
| 2013  | Wietse Bosmans      | Gianni Vermeersch     | Corné van Kessel       |
| 2014  | Wout van Aert       | Mathieu van der Poel  | Michael Vanthourenhout |
| 2015  | Laurens Sweeck      | Toon Aerts            | Michael Vanthourenhout |
| 2016  | Quinten Hermans     | Thijs Aerts           | Nicolas Cleppe         |
| 2017  | Eli Iserbyt         | Thijs Aerts           | Quinten Hermans        |
| 2018  | Eli Iserbyt         | Adam Ťoupalík         | Tom Pidcock            |
| 2019  | Ben Turner          | Lander Loockx         | Loris Rouiller         |
| 2020  | Antoine Benoist     | Timo Kielich          | Yentl Bekaert          |
| 2021  | non-disputé         | non-disputé           | non-disputé            |
| 2022  | Thibau Nys          | Jente Michels         | Pim Ronhaar            |
| 2023  | David Haverdings    | Joran Wyseure         | Dario Lillo            |
| 2024  | Victor Van de Putte | Jente Michels         | Ward Huybs             |
| 2025  | Kay De Bruyckere    | Yordi Corsus          | Seppe Van den Boer     |

### Hommes juniors
| Année | Vainqueur            | Deuxième               | Troisième         |
| ----- | -------------------- | ---------------------- | ----------------- |
| 2003  | Eddy van IJzendoorn  | Sebastian Langeveld    | Niels Albert      |
| 2004  | Bart Verschueren     | Pieter Vanspeybrouck   | Stijn Joseph      |
| 2005  | Pieter Vanspeybrouck | Stijn Joseph           | Dennis Vanendert  |
| 2006  | Laurens De Vreese    | Joeri Adams            | Dave De Cleyn     |
| 2007  | Vincent Baestaens    | Sven Verboven          | Daniel Summerhill |
| 2008  | Sean De Bie          | Simon Geets            | Vinnie Braet      |
| 2009  | Corné van Kessel     | Zach McDonald          | Sean De Bie       |
| 2010  | Laurens Sweeck       | Yannick Eckmann        | Diether Sweeck    |
| 2011  | Laurens Sweeck       | Diether Sweeck         | Timo Verschueren  |
| 2012  | Mathieu van der Poel | Quentin Jauregui       | Daan Soete        |
| 2013  | Mathieu van der Poel | Yannick Peeters        | Quinten Hermans   |
| 2014  | Yannick Peeters      | Gianni Van Donink      | Stijn Caluwé      |
| 2015  | Johan Jacobs         | Jens Dekker            | Han De Vos        |
| 2016  | Seppe Rombouts       | Tijl Pauwels           | Arno Debeir       |
| 2017  | Jelle Camps          | Jofre Cullell Estape   | Thymen Arensman   |
| 2018  | Loris Rouiller       | Anton Ferdinande       | Jarno Bellens     |
| 2019  | Thibau Nys           | Gonzalo Inguanzo Macho | Ward Huybs        |
| 2020  | Thibau Nys           | Ward Huybs             | Lucas Janssen     |
| 2021  | non-disputé          | non-disputé            | non-disputé       |
| 2022  | David Haverdings     | Viktor Vandenberghe    | Louka Lesueur     |
| 2023  | Seppe Van den Boer   | Viktor Vandenberghe    | Mika Vijfvinkel   |
| 2024  | Arthur Van den Boer  | Henry Coote            | Mats Vanden Eynde |
| 2025  | Arthur Van den Boer  | Kryštof Bažant         | Ryan Laenen       |

### Femmes juniors
| Année | Vainqueur         | Deuxième           | Troisième               |
| ----- | ----------------- | ------------------ | ----------------------- |
| 2022  | Leonie Bentveld   | Katherine Sarkisov | Kateřina Hladiková      |
| 2023  | Isabella Holmgren | Ava Holmgren       | Vida Lopez De San Roman |